# DVB-H
DVB-H (Digital Video Broadcasting Handheld) es un estándar abierto desarrollado por DVB.
La tecnología DVB-H constituye una plataforma de difusión IP orientada a terminales portátiles que combina la compresión de video y el sistema de transmisión de DVB-T, estándar utilizado por la TDT (Televisión Digital Terrestre).
DVB-H hace compatible la recepción de la TV terrestre en receptores portátiles alimentados con baterías. Es decir, DVB-H es una adaptación del estándar DVB-T adaptado a las exigencias de los terminales móviles. Ha sido impulsado por Nokia y Motorola, como un estándar para la Unión Europea, por lo que los países que son miembros de esta, deberán dar soporte y potenciar el uso de dicho formato en los servicios de TV Móvil. El mayor competidor para este estándar es la tecnología DMB.

## Características del sistema
Las necesidades comerciales del sistema se determinaron por el Proyecto DVB en 2002: 
- DVB-H ofrece los servicios de emisión para el uso de portátiles y móviles, incluyendo audio y video streaming con calidad aceptable. Las tasas de datos alcanzadas por este propósito, prevista de unos 10 Mbps por canal, son bastante factibles. Los canales de transmisión en su mayoría estarán en la banda UHF. Alternativamente se puede utilizar el VHF Banda III (situada entre 170-230 MHz).

- La interfaz del usuario típica de un terminal DVB-H de mano es muy similar a la de radio móvil. Por lo tanto,DVB-H debe tener una cobertura geográfica similar. El terminal de mano puede ser: teléfonos móviles multimedia con pantallas a todo color, asistentes digitales personales (PDA) y los tipos de equipos de PC de bolsillo. Todos estos tipos de dispositivos tienen un número de características en común: las pequeñas dimensiones, peso ligero, y el funcionamiento con batería. Estas propiedades son una condición previa para el uso del móvil, pero también implica varias restricciones severas en el sistema de transmisión. Los dispositivos terminales no tienen una fuente de alimentación externa en la mayoría de los casos y deben operar con una limitación de consumo de energía, optimizando los recursos en los tiempos de espera. Para el usuario es importante el hecho de no tener que recargar constantemente la batería del terminal portátil y es por ello que había que buscar una nueva solución que la tecnología DVB-T no daba. Esta solución recibe el nombre de time-slicing. Con este mecanismo se ahorra un 90% de consumo respecto al funcionamiento propuesto por DVB-T.

- Mejora de la recepción: debido al problema que plantea el hecho de que las dimensiones de las antenas de los terminales portátiles sean de dimensiones reducidas, el nuevo estándar propone como solución el que se llama MPE-FEC (Multi Protocol Encapsulation / Forward Error Correction). Se trata de un sistema robusto que proporciona una gran protección contra errores. A pesar de que este protocolo es opcional dentro del estándar, su uso proporciona una notable mejora en la relación portadora-ruido (C / I) y una minimización de la efecto Doppler, uno de los principales problemas a los receptores móviles.

- El modo 4k (4096 portadoras), presenta un compromiso entre la calidad de recepción en movimiento y el tamaño de la red. Debido a que DVB-H está basado en DVB-T hace posible introducir servicios DVB-H en la banda de frecuencia donde se encuentra DVB-T. Tanto DVB-H como DVB-T utilizan canales de unos 5 MHz de ancho de banda.

- La movilidad es un requisito adicional, lo que significa que el acceso a los servicios será posible no sólo en casi todos los lugares interiores y exteriores, sino también mientras se mueve en un vehículo en velocidad.

Finalmente, el nuevo sistema debe ser similar al existente DVB-T. La estructura de las redes de DVB-H y DVB-T deben ser compatibles entre sí para permitir la reutilización de los equipos de transmisión.

## Descripción técnica del sistema de recepción
El diagrama de bloques del sistema de un terminal para recepción de DVB-H, contiene toda la circuitería necesaria para realizar la demodulación y decodificación de la señal. El demodulador DVB-H es básicamente un demodulador DVB-T con la posibilidad adicional de demodulación de señales en un tamaño de 4K (FFT de 4096) diferente a la DVB-T que proporciona las señales con un tamaño de 2K (FFT de 2048) y / o 8K (FFT de 8192). Además, el time-slicing proporciona un control completo sobre el receptor. 

### Consideraciones en Handover
DVB-H soporta el comportamiento producido por los Handover de manera muy eficiente. Este hecho se debe en gran medida a los periodos de silencio generados gracias al time-slicing. En estos periodos de silencio el receptor puede escanear otras frecuencias para encontrar aquella que le suministre una mayor potencia y llegado el caso, ejecutar el Handover. Cabe destacar que la posibilidad de hacer la evaluación de frecuencias alternativas en estos periodos de silencio sin perturbar la recepción del servicio en curso, es una característica muy importante del estándar DVB-H.

## Parámetros de transmisión
En la siguiente tabla se muestran los diferentes modos de transmisión con OFDM.

## Normalización de la DVB-H
El sistema DVB-H no se especifica en un documento único. Se define por una familia de varias especificaciones debido a la existencia previa de las diversas especificaciones DVB que requieren modificaciones: 
- La especificación del sistema DVB-H representa el documento central, haciendo referencia a todas las demás normas necesarias. Se ha publicado como la nueva norma europea EN 302 304.
- La especificación de capa física se ha incorporado en el estándar DVB-T. Se ha publicado como una nueva versión de esta norma que contiene las mejoras de la capa física de DVB-H en un anexo.
- Time-slicing y MPE-FEC se han descrito en un nuevo capítulo de la especificación de datos DVB Broadcast. Este documento también define el Multi-Protocolo de encapsulación.
- La especificación de la señalización DVB-H se ha integrado en la especificación del Servicio de Información de DVB (SI).

La especificación del sistema determina los elementos obligatorios y opcionales. El time-slicing es obligatorio para todos los servicios DVB-H, por lo que se ha convertido en un rasgo característico de ellos. 

## Impacto en la sociedad
Desde el sector de fabricantes de terminales receptores se está apoyando el lanzamiento de servicios DVB-H. Este hecho parece indicar que será posible un boom comercial de la televisión en receptores portátiles.
Para los radiodifusores, DVB-H es una evolución del servicio de difusión que utiliza el mismo espectro destinado a broadcast para difundir televisión a un nuevo tipo de receptores. Este hecho abre un nuevo mercado, ya que los hábitos en el consumo de la televisión se verán modificados generándose nuevas audiencias en horarios diferentes a los actuales. La posibilidad de que el terminal sea un teléfono celular permite generar modelos de servicio colaborativos entre los radiodifusores y los propios operadores móviles permitiendo, por ejemplo, posibles nuevos ingresos basados en una cuota de acceso al servicio y publicidad, entre otros. 
Por lo tanto, DVB-H ofrece una gran oportunidad para el desarrollo de la Sociedad de la Información ya que nos encontramos ante la convergencia de dos servicios que tienen un impacto bien universales: por un lado, la televisión como en flujo troncal, y por el otro, la comunicación móvil, no necesitando ninguno de los dos de aprendizajes adicionales en su uso por parte del usuario final.